# 3,3'-二氨基-2,2',4,4',6,6'-六硝基联苯
3,3'-二氨基-2,2',4,4',6,6'-六硝基联苯（代号：DIPAM）是一种联苯型耐热炸药，可用于装填导爆索和切割索，是美军的许用传爆药之一，目前关于该药的信息主要来自美国海军部下属机构的早期实验。

## 物理性质
DIPAM晶体属单斜晶系，β=95°3'。通过丙酮-乙醇溶剂体系重结晶制得的DIPAM粒径一般为10至30微米，散装密度为0.26至0.5g/ml，加速浓缩可进一步降低粒径和散装密度，但会造成产品流散性下降，进而导致小口径容器装填困难并引发扬尘问题。
DIPAM在丙酮、四氢呋喃、1,4-二𫫇烷、硝基苯、二甲基甲酰胺中的溶解度依次递增。使用上述溶剂重结晶得到的产品一般为细针状或薄片状结晶，产率较低且真空安定性存在缺陷。使用四氢呋喃与甲苯、四氯化碳、二甲苯或硝基苯组成二元体系，或是采用丙酮-乙酸、丙酮-四氯化碳、二𫫇烷-甲苯、二𫫇烷-二甲苯二元体系进行重结晶操作则能得到较大的柱状结晶，散装密度可达0.77g/ml。
DIPAM热稳定性能较好，其在210°C环境下放置48小时无失重，在290°C环境下依然能够较稳定工作。相较于TATB、HNS等常用耐热炸药，DIPAM在较高温度下表现出特殊性质，其热稳定性能在药块体积较小或封闭环境下表现更佳，但该特性的成因尚无定论。

## 制备工艺
DIPAM可通过多种方法制得，但每种方法均存在一定缺陷。
第一种方法以间溴甲苯为原料，经硝硫混酸处理以在苯环上取代上三个硝基，该步骤产率约为86%。随后加入活性铜粉进行乌尔曼反应形成联苯结构，经重结晶处理后产率约为77%。在提纯后的产物中加入重铬酸钠、硫酸及硝酸，可使苯环上的甲基转化为羟基，产率约为75%。再将产物与吡啶及过量三氯氧磷反应，以88%收率获得二氯六硝基联苯，最终在10°C下加入氨的乙醇溶液反应，经丙酮-乙醇溶剂重结晶，即可制得DIPAM，全流程产率约为39.4%。
第二种方法以3-溴苯胺为原料，与氯甲酸甲酯和碳酸钠反应以将酯基结构引入氨基，产率约为82%。随后通入硝硫混酸引入硝基，再在150°C下加入活性铜粉发生乌尔曼反应得到联苯结构，最终加入硫酸水解得到DIPAM。该方法在乌尔曼反应步骤存在缺陷，容易发生副反应并生成大量其他物质。
第三种方法以3-氨基苯甲醚为原料，经桑德迈尔反应得到3-溴苯甲醚，产率约为75%。随后加入硝硫混酸以引入3个硝基，产率约为74%，如进行重结晶则产率上升至88%。之后再进行乌尔曼反应及氨化操作即可得到DIPAM，两步产率分别为78%和91%。相较于其他2种方法，该流程产率较高且产品纯净，是DIPAM的主流制备方法。

## 爆炸性能
DIPAM的氧平衡为-52.84%，属负氧平衡炸药。其爆热为5900kJ/kg，爆压24.2GPa，密度1.79g/cm3时爆速7490m/s。

## 应用
DIPAM曾用于装填F-15战斗机和F-111战斗轰炸机所用逃生部件的导爆索，在后续测试中，该药表现出良好的热稳定性和长贮安定性，被认为可适当增加服役期限和储存寿命。此外，在50小时高温环境测试中，装填DIPAM的导爆索耐热性能明显优于装填HNS的导爆索。